# Anto Drobnjak
Anto Drobnjak (Montenegrijns: Анто Дробњак) (Bijelo Polje, 21 september 1968) is een voormalig Montenegrijns voetballer. Hij beëindigde zijn carrière in 2002 bij de Franse club FC Martigues.

## Interlandcarrière
Drobnjak debuteerde in 1996 in het Joegoslavisch nationaal elftal en speelde in totaal zes interlands, waarin hij twee keer scoorde.